# 若微碘泡虫
若微碘泡虫（学名：Myxobolus pseudoparvus）为碘泡科碘泡虫属的动物。在中国，分布于湖北、浙江、广东、四川、江西、云南等，营寄生生活，寄生在体表（银鲫、中华鰟鮍）、肠（鲩、马口鱼、四川白甲鱼、银（鱼风）鱼、重口裂腹鱼、岩原鲤）、鳍（鲩、鲤）、肾（中华鰟鮍、鲢、鳙、鲩、鲤、粲）、脾（鲢、鲩）、肠（中华鰟鮍、鲩）、胆囊、肝、输尿管、膀胱（鲩）。